# Vilmos Zsigmond

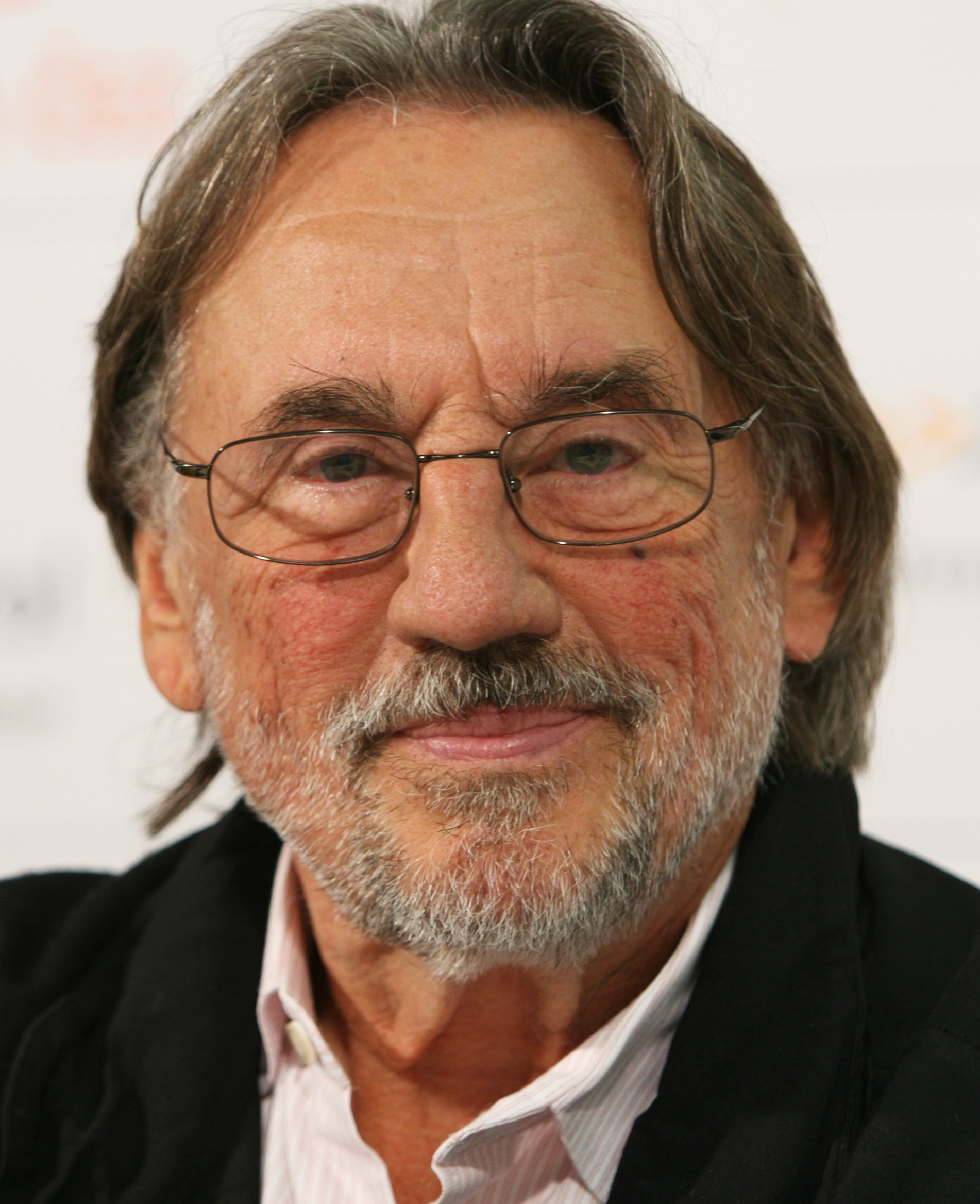
Vilmos Zsigmond (2008)

Vilmos Zsigmond [ˈvilmoʃ ˈʒiɡmond] (* 16. Juni 1930 in Szeged; † 1. Januar 2016 in Big Sur, Kalifornien) war ein ungarisch-amerikanischer Kameramann.

## Leben
Zsigmond studierte von 1951 bis 1955 an der Hochschule für Theater- und Filmkunst in Budapest, unter anderem bei György Illés und János Badal.
Er war Augenzeuge des Einmarsches der sowjetischen Armee in Budapest 1956. Gemeinsam mit seinem Freund László Kovács fotografierte er die Ereignisse und floh anschließend mit Kovács aus dem Land. Er ging in die USA und kam über die Fotoarbeit zum Film. In den 1960er Jahren führte er die Kamera in zahlreichen zweitklassigen Filmen – zumeist Horrorfilmen. Seinen Durchbruch zu einem der besten Kameramänner in den USA hatte er 1971 mit McCabe & Mrs. Miller unter der Regie von Robert Altman, mit dem er auch bei Spiegelbilder (1972) zusammenarbeitete.
1978 gewann er den Oscar für Steven Spielbergs Unheimliche Begegnung der dritten Art. Drei weitere Nominierungen erhielt er 1979 für Michael Ciminos Die durch die Hölle gehen, 1985 für Menschen am Fluß von Mark Rydell und 2007 für The Black Dahlia von Brian De Palma. 
1998 nahm er den Lifetime Achievement Award der American Society of Cinematographers in Empfang. 2003 wurde er bei einer Umfrage der International Cinematographers Guild unter ihren Mitgliedern in die Top 11 der wichtigsten Kameramänner der Filmgeschichte gewählt.

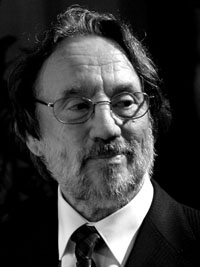
Vilmos Zsigmond (2004)

## Filmografie (Auswahl)
- 1963: Todesangst (The Sadist)
- 1968: Prelude (Kurzfilm)
- 1964: 2071 – Mutan-Bestien gegen Roboter (The Time Travelers)
- 1969: Fünf blutige Gräber (Five Bloody Graves)
- 1971: Der weite Ritt (The Hired Hand)
- 1971: McCabe & Mrs. Miller
- 1972: Beim Sterben ist jeder der Erste (Deliverance)
- 1972: Spiegelbilder (Images)
- 1973: Asphalt-Blüten (Scarecrow)
- 1973: Der Tod kennt keine Wiederkehr (The Long Goodbye)
- 1973: Zapfenstreich (Cinderella Liberty)
- 1974: Das Mädchen von Petrovka (The Girl from Petrovka)
- 1974: Sugarland Express
- 1976: Catch Ferrari (Sweet Revenge)
- 1976: Schwarzer Engel (Obsession)
- 1977: Unheimliche Begegnung der dritten Art (Close Encounters of the Third Kind)
- 1978: Die durch die Hölle gehen (The Deer Hunter)
- 1979: Philadelphia Clan (Winter Kills)
- 1979: The Rose
- 1980: Heaven’s Gate
- 1981: Blow Out – Der Tod löscht alle Spuren (Blow Out)
- 1982: Verhext (Jinxed!)
- 1983: Ein Tisch für fünf (Table for Five)
- 1984: Eine starke Nummer (No Small Affair)
- 1984: Menschen am Fluß (The River)
- 1985: Was für ein Genie (Real Genius)
- 1987: Die Hexen von Eastwick (The Witches of Eastwick)
- 1988: Reise zur Insel der Geister (Journey to Spirit Island)
- 1989: Die Schattenmacher (Fat Man and Little Boy)
- 1990: Die Spur führt zurück – The Two Jakes (The Two Jakes)
- 1990: Fegefeuer der Eitelkeiten (The Bonfire of the Vanities)
- 1992: Stalin
- 1993: Sliver
- 1994: Begegnungen – Intersection (Intersection)
- 1994: Maverick – Den Colt am Gürtel, ein As im Ärmel (Maverick)
- 1994: Crossing Guard – Es geschah auf offener Straße (Crossing Guard)
- 1995: Assassins – Die Killer (Assassins)
- 1996: Der Geist und die Dunkelheit (The Ghost and the Darkness)
- 1998: Leben und lieben in L.A. (Playing by Heart)
- 2001: Das Haus am Meer (Life as a House)
- 2001: The Body
- 2001: Die Nebel von Avalon (The Mists of Avalon)
- 2004: Melinda und Melinda (Melinda and Melinda)
- 2004: Jersey Girl
- 2006: The Black Dahlia
- 2007: Cassandras Traum (Cassandra’s Dream)
- 2010: Ich sehe den Mann deiner Träume (You Will Meet a Tall Dark Stranger)